# کرکف
کَرکُف، افرای برگ چناری، افرای چناری (نام علمی: Acer platanoides) نام یک گونه از سرده افرا است.